# Hydrolagus
Hydrolagus es un género de peces marinos compuesto por unas 25 especies. Integra la familia Chimaeridae. Se los conoce con el nombre vulgar de quimeras.  

## Características

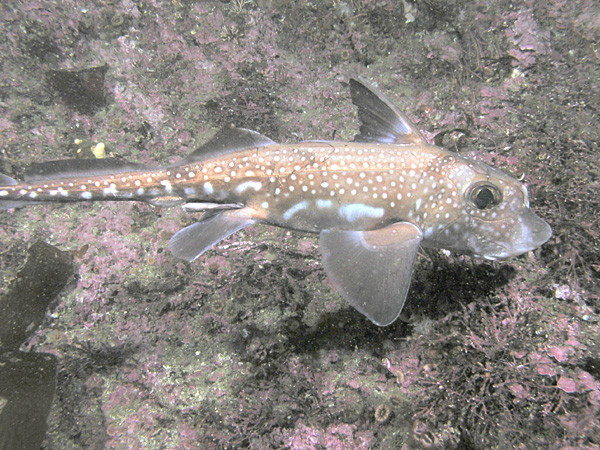
Hydrolagus colliei.

Habitan en aguas marinas de todo el mundo. Algunas especies lo hacen a gran profundidad, por ejemplo los 736 metros, en aguas donde jamás llega la luz del sol, por lo que la oscuridad es total, por lo que detecta la radiación electromagnética emitida por otras criaturas marinas gracias a nervios especializados que presenta a los lados de su cuerpo.
Son un grupo de peces que no ha sufrido cambios en los últimos 150 millones de años.  
Su aspecto es inusual, pues no se parece a otros peces. Frecuentemente sus aletas pectorales son similares a alas, la aleta dorsal termina en una punta, y la cola es muy larga y con forma de látigo.  

### Especies
Este género se subdivide en 25 especies:

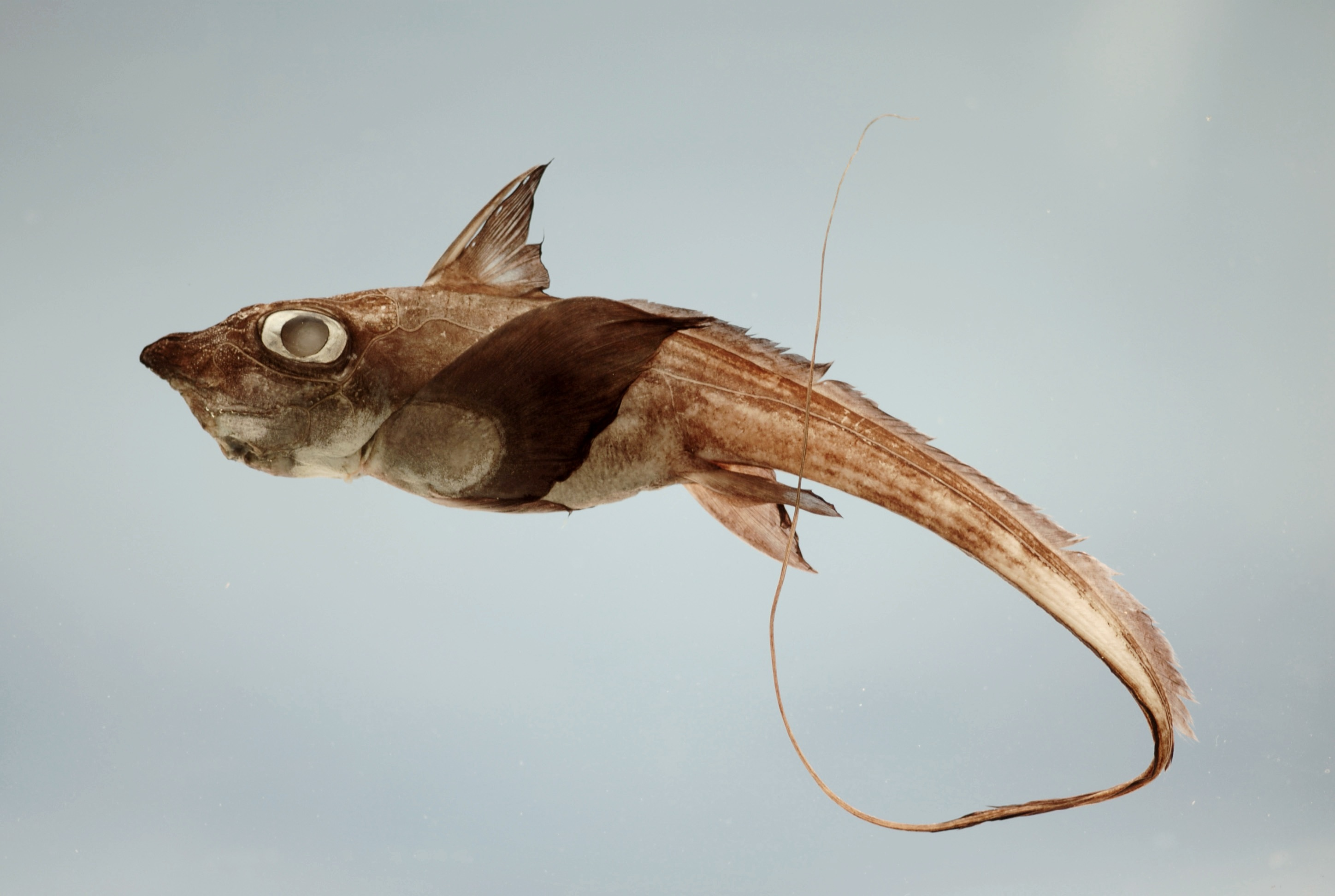
Hydrolagus alberti.

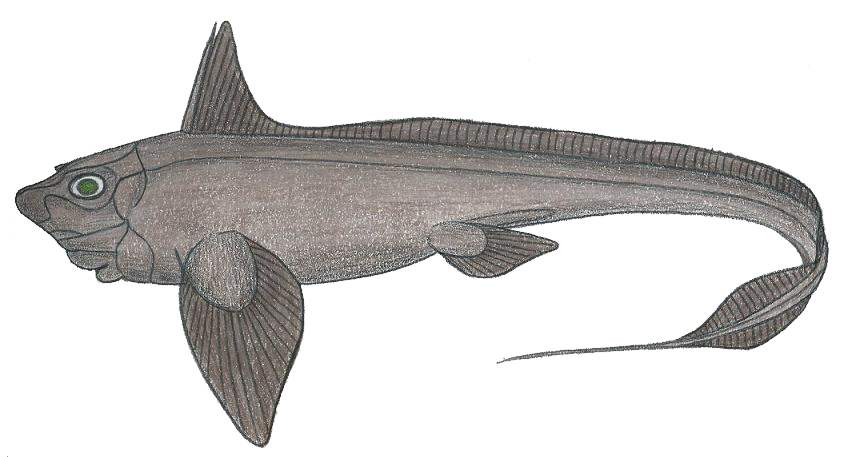
Hydrolagus affinis.

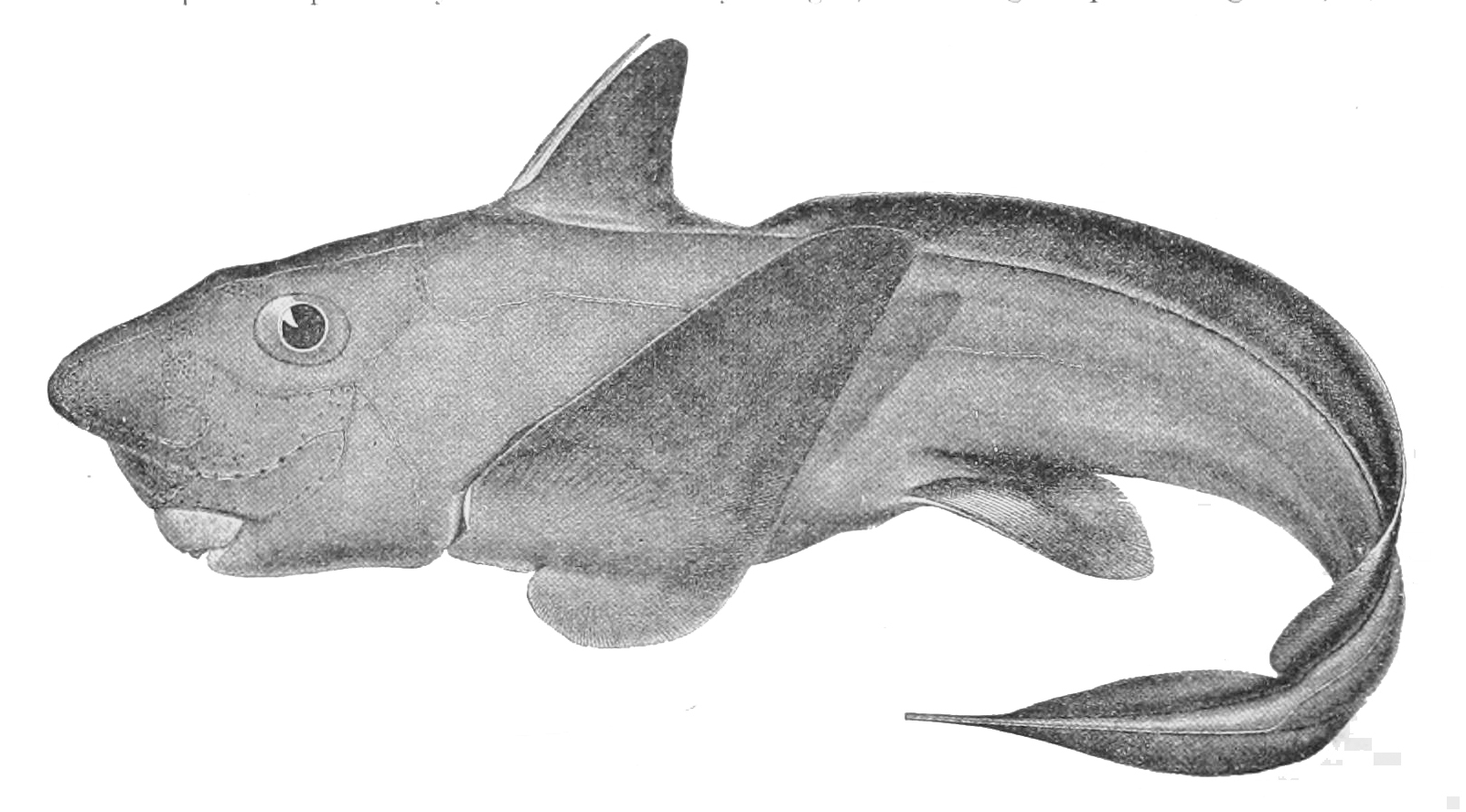
Hydrolagus purpurescens.

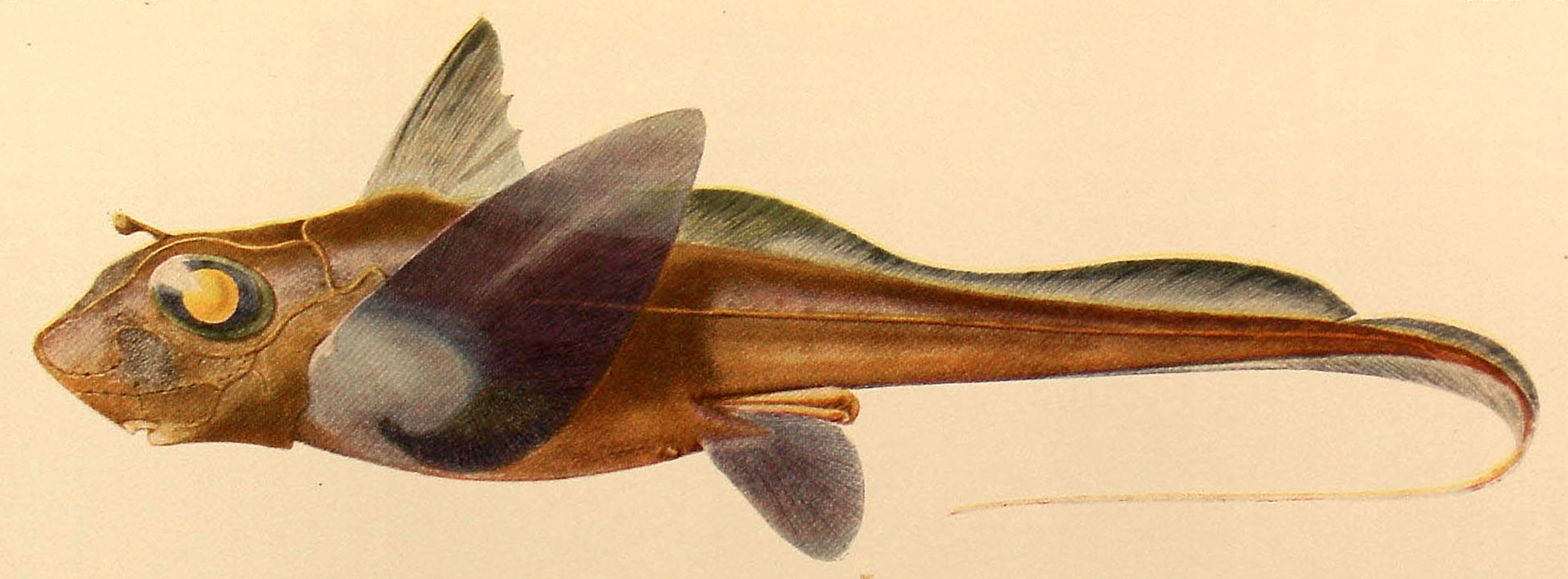
Hydrolagus mirabilis.

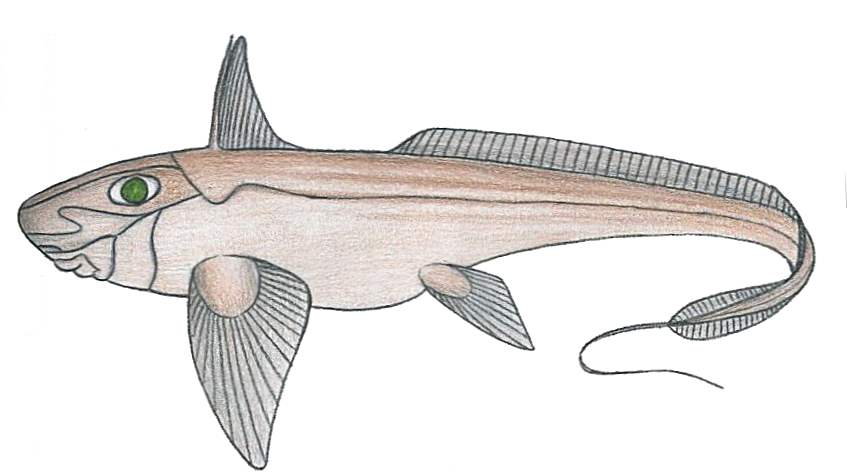
Hydrolagus pallidus.

- Hydrolagus affinis (Brito Capello, 1868)
- Hydrolagus africanus (Gilchrist, 1922)
- Hydrolagus alberti Bigelow & Schroeder, 1951
- Hydrolagus alphus Quaranta, Didier, Long & Ebert, 2006
- Hydrolagus barbouri (Garman, 1908)
- Hydrolagus bemisi Didier, 2002
- Hydrolagus colliei (Lay & E. T. Bennett, 1839)
- Hydrolagus deani (H. M. Smith & Radcliffe, 1912)
- Hydrolagus eidolon (D. S. Jordan & C. L. Hubbs, 1925)
- Hydrolagus homonycteris Didier, 2008
- Hydrolagus lemures (Whitley, 1939)
- Hydrolagus lusitanicus Moura, I. M. R. Figueiredo, Bordalo-Machado, C. Almeida & Gordo, 2005
- Hydrolagus macrophthalmus de Buen, 1959
- Hydrolagus marmoratus Didier, 2008
- Hydrolagus matallanasi Soto & Vooren, 2004
- Hydrolagus mccoskeri L. A. K. Barnett, Didier, Long & Ebert, 2006
- Hydrolagus melanophasma K. C. James, Ebert, Long & Didier, 2009
- Hydrolagus mirabilis (Collett, 1904)
- Hydrolagus mitsukurii (D. S. Jordan & Snyder, 1904)
- Hydrolagus novaezealandiae (Fowler, 1911)
- Hydrolagus ogilbyi (Waite, 1898)
- Hydrolagus pallidus Hardy & Stehmann, 1990
- Hydrolagus purpurescens (C. H. Gilbert, 1905)
- Hydrolagus trolli Didier & Séret, 2002
- Hydrolagus waitei Fowler, 1907